# Piața Victoriei (métro de Bucarest)
Piața Victoriei est une station des lignes M1 et M2 du métro de Bucarest. Elle est située place de la Victoire, dans le secteur 1, au centre-ville de Bucarest. Elle est mise en service en 1987 pour la ligne M2 et en 1989 pour la ligne M1.
Exploitée par Metrorex, elle est desservie par les rames des lignes M1 et M2, qui circulent quotidiennement entre 5 h 0 et 23 h 0 (heure de départ des terminus). Des stations du tramway et de bus sont situées à proximité.

## Situation sur le réseau
Établie en souterrain la station Piața Victoriei dispose de deux plateformes de passage : la plus profonde, Piața Victoriei 2, comporte un quai central encadré par les deux voies de la ligne M1 du métro de Bucarest, elle est située entre les stations Ștefan cel Mare, en direction de Dristor 2, et Gara de Nord, en direction de Pantelimon ; située au-dessus de la précédente, Piața Victoriei 1 comporte deux quais latéraux qui encadrent les deux voies de la ligne M2, elle est située entre les stations Aviatorilor, en direction de Pipera, et Piața Romană, en direction de Berceni.

## Histoire
La station de passage « Piața Victoriei » est mise en service le 25 octobre 1987, lors de l'ouverture à l'exploitation du tronçon, long de 8,72 kilomètres, entre Piața Unirii et Pipera de la ligne M2.
Une deuxième plateforme, située sous la première, est mise en service le 17 août 1989, lors de l'ouverture à l'exploitation du tronçon, long de 7,8 kilomètres, entre Gara de Nord et Dristor de la ligne M1.

## Service des voyageurs

### Accueil
La station dispose de trois bouches de métro, deux au sud-ouest de la place de la Victoire, de chaque côté du boulevard Lascăr Catargiu et une au nord de la place sur le boulevard Aviatorilor. Des escaliers, ou des ascenseurs pour les personnes à mobilité réduite, permettent de rejoindre la salle des guichets et des automates pour l'achat des titres de transport (un ticket est utilisable pour un voyage sur l'ensemble du réseau métropolitain).

### Desserte
À la station Piața Victoriei, la desserte quotidienne débute avec le passage des rames parties des stations terminus des lignes M1 et M2 à 5 h 0 et se termine avec le passage des dernières rames ayant pris le départ à 23 h 0 des stations terminus.

### Intermodalité
Le tramway dispose de plusieurs stations Piața Victoriei au sud-est sur la rue Buzești (lignes 24, 42, 45 et 46) et à l'ouest boulevard Lancu de Hunedoara (lignes 1 et 46). À proximité immédiate des deux bouches du sud-est de la place des arrêts de bus permettent de prendre les lignes 300, 381, 783 et N119.

## Sites desservis
Elle dessert notamment le palais de la Victoire, siège du gouvernement, et plusieurs musées dont le musée national d'histoire naturelle « Grigore Antipa ».